# Inocarpus fagifer
Inocarpus fagifer (Parkinson) Fosberg è una pianta appartenente alla famiglia delle Fabaceae. L'albero è ampiamente diffuso nelle zone tropicali del Pacifico sud-occidentale e nelle regioni del Sud-est asiatico, ed è storicamente utilizzato tradizionalmente dai popoli della Polinesia e della Melanesia.

## Descrizione
Esiste una grande diversità nelle dimensioni, nella forma e nel colore di I. fagifer, nonché nelle sue foglie, nei suoi fiori e nei suoi frutti. A causa della sua lunga storia di coltivazione e della sua tendenza a naturalizzarsi dove viene introdotto, è probabile che, nel suo ampio areale, la specie contenga diverse cultivar originariamente selezionate dagli agricoltori che non sono state riconosciute o descritte.
I. fagifer è un albero tropicale sempreverde, di medie dimensioni. Può raggiungere i 30 m di altezza, con un diametro della corona di 4–6 m. I tronchi degli alberi maturi hanno un diametro tipico all'altezza del petto di 30 cm, anche se alcuni raggiungono un diametro di 90 cm. I tronchi presentano contrafforti alla base e sono scanalati. I rami sono disposti a spirale, con ramificazioni secondarie che formano una fitta rete all'interno della chioma. La corteccia è ruvida, sfaldata e marrone, e con l'età diventa più grigia. Dai contrafforti si estende una fitta rete di radici laterali attraverso lo strato superficiale del terreno attorno all'albero, che ha solo una radice a fittone poco profonda. La specie vive circa 80-90 anni.
Le foglie di colore verde scuro sono semplici, oblunghe, alterne e coriacee. Sono lunghe 16–39 cm e larghe 7–13 cm. Il picciolo è lungo 5 mm. L'apice è appuntito e la base lobata, con margine intero. Le venature sono opposte e di colore giallo.
I fiori profumati sono raggruppati lungo un corto rachide alle estremità dei rami e dei rametti. Lunghi circa 10 cm, hanno cinque petali di colore bianco-crema o giallo pallido. Gli alberi iniziano a fiorire tra i 3 e i 5 anni di età, con la stagione della fioritura che solitamente avviene tra novembre e dicembre, e la fruttificazione a gennaio e febbraio, anche se questo varia a seconda della varietà dell'albero e di anno in anno.

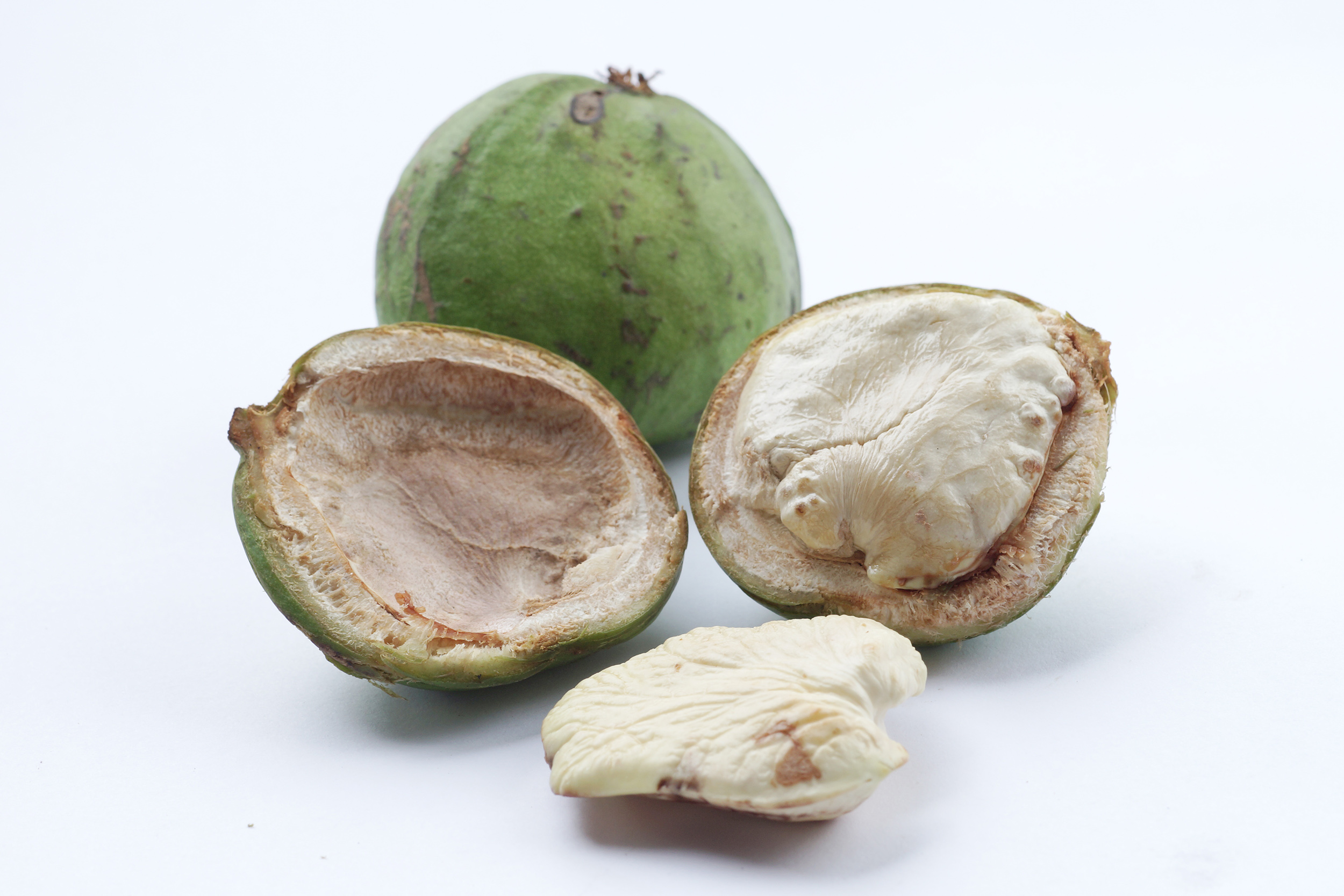
Frutti di I. fagifer

L'albero inizia a fruttificare a circa otto anni di età. I frutti sono leggermente appiattiti, irregolarmente ovoidali, arrotondati o oblunghi e flangiati ad un'estremità. Prodotti singolarmente o in grappoli, pesano 50–110 g e sono lunghi 46–130 mm, larghi 34–120 mm e spessi 40 mm. La buccia liscia ricopre un involucro fibroso che contiene il seme. Man mano che i frutti maturano, il loro colore cambia dal verde al giallo o al marrone-arancione. I frutti maturi sono solitamente indeiscenti.
Il seme è bianco e reniforme ed è contenuto in un guscio sottile e fibroso di colore marrone. È relativamente grande e pesa 5-50 g. Il seme è tossico se crudo, ma commestibile se cotto. È deperibile e la sua durata di conservazione è breve. La polpa carnosa del frutto viene mangiata dai cacatua e dalle volpi volanti che agiscono come agenti di disseminazione.

## Distribuzione e habitat
I. fagifer cresce nelle umide pianure tropicali con precipitazioni medio-elevate, uniformemente distribuite o prevalentemente estive di 1500–4300 mm annuali, ad altitudini comprese tra 0–500 m. Cresce in un'ampia gamma di terreni, compresi quelli altamente calcarei e salini, scarsamente drenati o ricchi d'acqua, o quelli con fertilità da media a molto bassa, così come nei terreni costieri da leggermente acidi a molto alcalini.
Evidentemente in passato l'albero era coltivato in modo più intensivo, poiché si è ampiamente naturalizzato e ora si trova principalmente allo stato selvatico. La sua distribuzione si estende dalla Malaysia a ovest, attraverso la Melanesia, l'Australia nord-orientale e la Micronesia, fino alle isole Marchesi della Polinesia a est. Si trova comunemente nelle foreste secondarie, lungo i bordi dei vecchi giardini, sulle rive dei fiumi, nelle paludi, nelle zone costiere, nelle piantagioni di cocco e tra le mangrovie.

## Usi

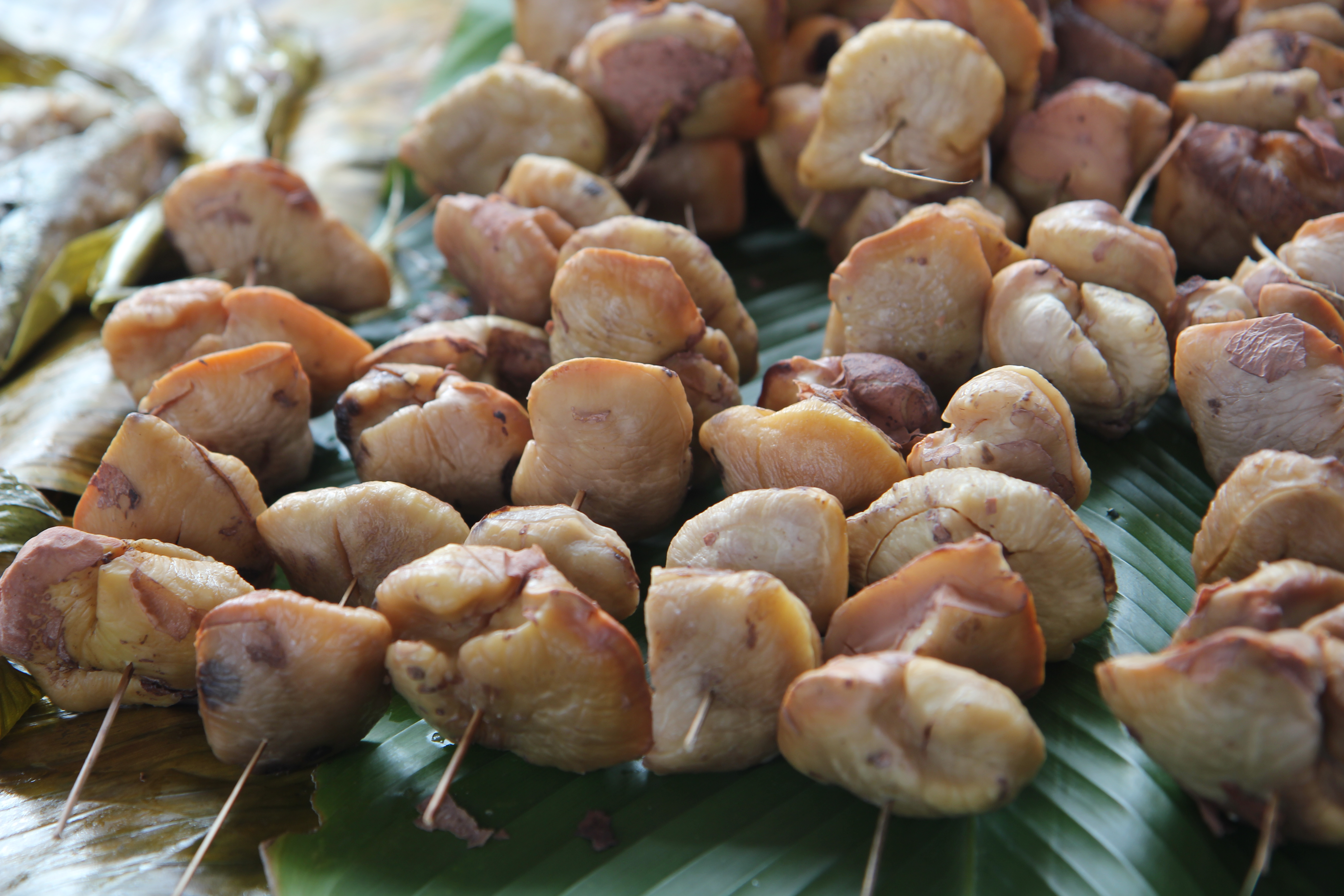
Semi preparati per il consumo

L'albero ha un'ampia varietà di usi tradizionali, sfruttando quasi ogni parte della pianta. Le foglie e la corteccia hanno trovato impiego nella medicina erboristica, nelle isole Figi le foglie sono anche uno dei materiali tradizionali per la copertura del tetto delle capanne, i rami caduti servono come legna da ardere, il legno verde viene bruciato per essiccare la copra e il legname viene utilizzato per l'artigianato per l'intaglio e la realizzazione di manici di utensili, così come per la costruzione di canoe e per costruzioni leggere in generale. Le giovani foglie vengono utilizzate per coprire il cibo nel tradizionale forno di terra.
Il mesocarpo carnoso non è commestibile per l'uomo, ma i semi rappresentano un importante alimento indigeno in molti paesi insulari del Pacifico. Il seme ha un contenuto proteico di circa il 5% e un contenuto di carboidrati del 22% e deve essere cotto per essere commestibile. I metodi di preparazione includono la tostatura, la grigliatura, la bollitura e la cottura al forno. In Papua Nuova Guinea, nelle Isole Salomone, a Vanuatu, nelle Figi e in Polinesia i semi cotti vengono spesso schiacciati fino a formare una purea.
L'albero viene utilizzato in ambito agroforestale per la stabilizzazione del suolo e delle zone costiere, come strato protettivo per colture che necessitano di ombra, come il cacao, e come frangivento. I prodotti principali sono i semi commestibili e il legname. Gli alberi di età superiore ai 25 anni possono produrre fino a 75 kg di frutta all'anno.